# Liste der Artikel des Grundgesetzes

Titelseite des Grundgesetzes der Bundesrepublik Deutschland

Diese Liste reiht die Abschnitte und Artikel des Grundgesetzes für die Bundesrepublik Deutschland (GG) auf.
Vor den Artikeln steht die Präambel. Die Artikel des Grundgesetzes sind bis Art. 146 GG durchnummeriert. Einschließlich aller Unterartikel umfasst das Grundgesetz insgesamt 202 Artikel. Davon wurden fünf Artikel aufgehoben (Art. 49, Art. 59a, Art. 74a (Memento vom 29. Mai 2006 im Internet Archive), Art. 75 (Memento vom 29. Mai 2006 im Internet Archive) und Art. 142a GG). Vier weitere Artikel sind ganz oder teilweise durch Zeitablauf oder Vollzug heute gegenstandslos (Art. 132, Art. 136, Art. 137 und Art. 144 GG). Im Anhang des Grundgesetzes befinden sich gemäß Art. 140 GG fünf weitergeltende Artikel der Weimarer Reichsverfassung (Art. 136, Art. 137, Art. 138, Art. 139 und Art. 141 WRV).
Die Artikel der Weimarer Reichsverfassung sind den anderen Artikeln gleichgestellt.

## Die Grundrechte

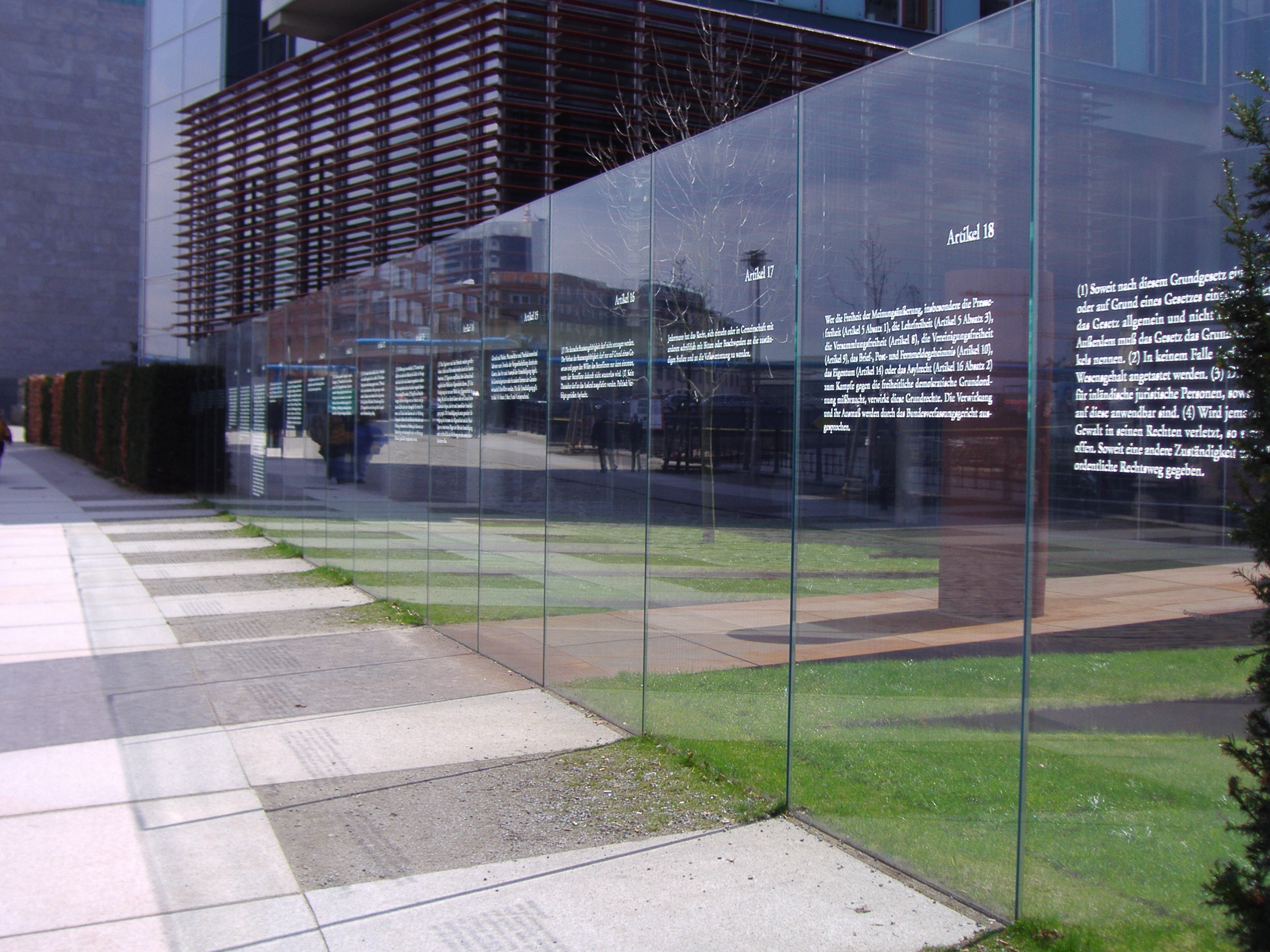
Die Grundrechte des Grundgesetzes in der Ursprungsfassung, am Jakob-Kaiser-Haus in Berlin

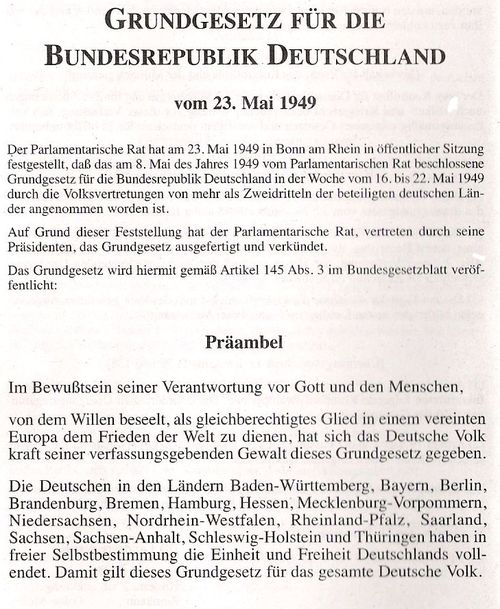
Präambel des Grundgesetzes

- Artikel 1 – Schutz der Menschenwürde, Menschenrechte, Grundrechtsbindung
- Artikel 2 – Freie Entfaltung der Persönlichkeit, Recht auf Leben, körperliche Unversehrtheit, Freiheit der Person (siehe auch Schrankentrias)
- Artikel 3 – Gleichheit vor dem Gesetz (siehe auch Gleichberechtigung)
- Artikel 4 – Glaubens-, Gewissens- und Bekenntnisfreiheit, Kriegsdienstverweigerung
- Artikel 5 – Recht der freien Meinungsäußerung, Medienfreiheit, Kunst- und Wissenschaftsfreiheit (siehe auch Forschungsfreiheit, Kommunikationsfreiheit, Zensur, Informationsfreiheit)
- Artikel 6 – Ehe, Familie, nicht eheliche Kinder (siehe auch Elternrecht, Mutterschutz)
- Artikel 7 – Schulwesen
- Artikel 8 – Versammlungsfreiheit
- Artikel 9 – Vereinigungsfreiheit (siehe auch Koalitionsfreiheit)
- Artikel 10 – Brief-, Post- und Fernmeldegeheimnis
- Artikel 11 – Freizügigkeit
- Artikel 12 – Berufsfreiheit (siehe auch Schutz vor Zwangsarbeit)
- Artikel 12a – Dienstverpflichtungen (siehe auch Wehrersatzdienst)
- Artikel 13 – Unverletzlichkeit der Wohnung
- Artikel 14 – Eigentum, Erbrecht und Enteignung
- Artikel 15 – Sozialisierung, Überführung in Gemeineigentum
- Artikel 16 – Ausbürgerung, Auslieferung
- Artikel 16a – Asylrecht
- Artikel 17 – Petitionsrecht
- Artikel 17a – Möglichkeit der Einschränkung bestimmter Grundrechte für Wehr- und Ersatzdienstleistende sowie durch Gesetze, die der Verteidigung dienen
- Artikel 18 – Verwirkung von Grundrechten
- Artikel 19 – Einschränkung von Grundrechten, Grundrechtsträger, Rechtsschutz (siehe auch Zitiergebot, Wesensgehaltsgarantie)

## Der Bund und die Länder

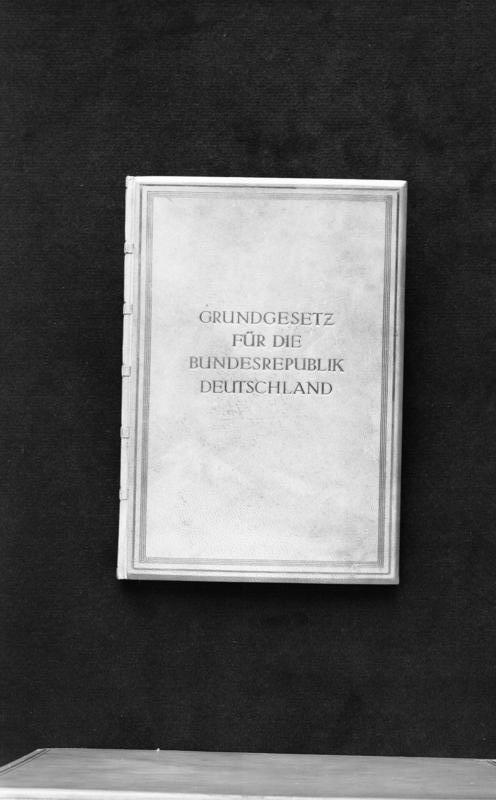
Originaldruck des Grundgesetzes

- Artikel 20 – Bundesstaat, Sozialstaat, Demokratie, Republik, Gewaltenteilung, Gesetzmäßigkeit der Verwaltung (Vorbehalt des Gesetzes und Vorrang des Gesetzes); Widerstandsrecht
- Artikel 20a – Schutz der natürlichen Lebensgrundlagen
- Artikel 21 – Politische Parteien in Deutschland
- Artikel 22 – Bundeshauptstadt, Bundesflagge
- Artikel 23 – Verwirklichung der Europäischen Union; Beteiligung des Bundesrates, der Bundesregierung (Europa-Artikel)
- Artikel 24 – Kollektives Sicherheitssystem
- Artikel 25 – Allgemeines Völkerrecht als Bestandteil des Bundesrechts
- Artikel 26 – Verbot des Angriffskrieges
- Artikel 27 – Handelsflotte
- Artikel 28 – Verfassung der Länder; Selbstverwaltungsgarantie
- Artikel 29 – Neugliederung des Bundesgebietes
- Artikel 30 – Staatlichkeit und Zuständigkeit der Länder
- Artikel 31 – Vorrang des Bundesrechts
- Artikel 32 – Auswärtige Beziehungen
- Artikel 33 – Staatsbürgerliche Gleichheit, hergebrachte Grundsätze des Beamtenrechts
- Artikel 34 – Staatshaftung
- Artikel 35 – Rechtshilfe; Amtshilfe
- Artikel 36 – Bundesbeamte
- Artikel 37 – Bundeszwang

## Der Bundestag
- Artikel 38 – Wahl
- Artikel 39 – Wahlperiode, Selbstorganisation
- Artikel 40 – Bundestagspräsident, Stellvertreter
- Artikel 41 – Wahlprüfung
- Artikel 42 – Öffentlichkeit der Bundestagssitzungen, Mehrheiten im Bundestag
- Artikel 43 – Anwesenheitspflicht und -recht der Bundesregierung
- Artikel 44 – Untersuchungsausschüsse
- Artikel 45 – Ausschuss für die Europäische Union
- Artikel 45a – Ausschüsse für auswärtige Angelegenheiten und Verteidigung
- Artikel 45b – Wehrbeauftragter
- Artikel 45c – Petitionsausschuss
- Artikel 45d – Parlamentarisches Kontrollgremium
- Artikel 46 – Immunität und Indemnität der Abgeordneten
- Artikel 47 – Zeugnisverweigerungsrecht der Abgeordneten
- Artikel 48 – Wahlurlaub, Benachteiligungsverbot, Reisekostenfreiheit
- Artikel 49 – wurde aufgehoben

## Der Bundesrat
- Artikel 50 – Aufgaben, Vertretung der Gliedstaaten
- Artikel 51 – Zusammensetzung
- Artikel 52 – Präsident des Bundesrates, Stellvertreter, Mehrheiten, Europakammer
- Artikel 53 – Anwesenheitsrecht und -pflicht der Bundesregierung

## Gemeinsamer Ausschuss
- Artikel 53a – Zusammensetzung, Wahlen

## Der Bundespräsident
- Artikel 54 – Bundesversammlung, Staatsoberhaupt
- Artikel 55 – Berufs- und Gewerbeverbot
- Artikel 56 – Amtseid
- Artikel 57 – Vertretung des Bundespräsidenten
- Artikel 58 – Gegenzeichnung durch den Bundeskanzler oder Bundesminister
- Artikel 59 – Völkerrechtliche Vertretung des Bundes, Völkerrechtliche Verträge
- Artikel 59a – wurde aufgehoben
- Artikel 60 – Ernennung der Bundesrichter, Bundesbeamten und Offiziere, Begnadigungsrecht
- Artikel 61 – Präsidentenanklage wegen vorsätzlicher Rechtsverletzung

## Die Bundesregierung
- Artikel 62 – Zusammensetzung der Bundesregierung
- Artikel 63 – Wahl des Bundeskanzlers
- Artikel 64 – Ernennung der Bundesminister
- Artikel 65 – Richtlinien der Politik, Eigenverantwortlichkeit der Bundesminister
- Artikel 65a – Befehls- und Kommandogewalt
- Artikel 66 – Berufs- und Gewerbeverbot
- Artikel 67 – Konstruktives Misstrauensvotum gegen den Bundeskanzler
- Artikel 68 – Vertrauensfrage, Auflösung des Bundestages
- Artikel 69 – Vertretung des Bundeskanzlers

## Die Gesetzgebung des Bundes
- Artikel 70 – Gesetzgebung des Bundes und der Länder
- Artikel 71 – Ausschließliche Gesetzgebung
- Artikel 72 – Konkurrierende Gesetzgebung
- Artikel 73 – Gegenstände der ausschließlichen Gesetzgebung
- Artikel 74 – Gegenstände der konkurrierenden Gesetzgebung
- Artikel 74a – wurde aufgehoben
- Artikel 75 – wurde aufgehoben[2]
- Artikel 76 – Gesetzesvorlagen
- Artikel 77 – Verfahren bei Gesetzesbeschlüssen
- Artikel 78 – Zustandekommen von Bundesgesetzen
- Artikel 79 – Änderungen des Grundgesetzes
- Artikel 80 – Erlass von Rechtsverordnungen
- Artikel 80a – Spannungsfall
- Artikel 81 – Gesetzgebungsnotstand
- Artikel 82 – Verkündung und Inkrafttreten der Gesetze

## Die Ausführung der Bundesgesetze und die Bundesverwaltung
- Artikel 83 – Grundsatz der Länderexekutive
- Artikel 84 – Länderverwaltung und Bundesaufsicht
- Artikel 85 – Bundesauftragsverwaltung durch die Länder
- Artikel 86 – Bundeseigene Verwaltung
- Artikel 87 – Gegenstände der Bundeseigenen Verwaltung
- Artikel 87a – Streitkräfte
- Artikel 87b – Bundeswehrverwaltung
- Artikel 87c – Bestimmungen über Erzeugung und Nutzung der Kernenergie
- Artikel 87d – Luftverkehrsverwaltung
- Artikel 87e – Eisenbahnen des Bundes
- Artikel 87f – Post und Telekommunikation
- Artikel 88 – Bundesbank
- Artikel 89 – Bundeswasserstraßen
- Artikel 90 – Bundesautobahnen und Bundesstraßen
- Artikel 91 – Abwehr von Gefahren für den Bestand des Bundes

## Gemeinschaftsaufgaben, Verwaltungszusammenarbeit
- Artikel 91a – Mitwirkungsbereiche des Bundes bei Länderaufgaben
- Artikel 91b – Bildungsplanung und Forschungsförderung
- Artikel 91c – Informationstechnische Systeme
- Artikel 91d – Leistungsvergleich
- Artikel 91e – Grundsicherung für Arbeitsuchende

## Die Rechtsprechung
- Artikel 92 – Gerichtsorganisation (Bundesverfassungsgericht, Gerichte der Länder, Bundesgerichte)
- Artikel 93 – Bundesverfassungsgericht, Zusammensetzung
- Artikel 94 – Bundesverfassungsgericht, Zuständigkeit
- Artikel 95 – Oberste Gerichtshöfe des Bundes
- Artikel 96 – Bundesgerichte
- Artikel 97 – Unabhängigkeit der Richter
- Artikel 98 – Rechtsstellung der Richter
- Artikel 99 – Verfassungsstreit innerhalb eines Landes
- Artikel 100 – Verfassungswidrigkeit von Gesetzen
- Artikel 101 – Ausnahmegerichte (siehe auch Justizgrundrechte)
- Artikel 102 – Abschaffung der Todesstrafe
- Artikel 103 – Grundrechte vor Gericht (siehe auch Justizgrundrechte)
- Artikel 104 – Rechtsgarantien bei Freiheitsentziehung (siehe auch Justizgrundrechte)

## Das Finanzwesen
- Artikel 104a – Aufgabenverteilung, Lastenverteilung
- Artikel 104b – Finanzhilfen für bedeutsame Investitionen der Länder
- Artikel 104c – Finanzhilfen für bedeutsame Investitionen im Bereich der kommunalen Bildungsinfrastruktur
- Artikel 105 – Gesetzgebungsrecht
- Artikel 106 – Verteilung des Steueraufkommens und des Ertrages der Finanzmonopole
- Artikel 106a – Bundeszuschuss für öffentlichen Personennahverkehr
- Artikel 106b – Länderanteil an der Kraftfahrzeugsteuer
- Artikel 107 – Finanzausgleich, Ergänzungszuweisungen
- Artikel 108 – Finanzverwaltung
- Artikel 109 – Haushaltswirtschaft in Bund und Ländern
- Artikel 109a – Haushaltsnotlagen
- Artikel 110 – Haushaltsplan des Bundes
- Artikel 111 – Ausgaben vor Etatgenehmigung
- Artikel 112 – Überplanmäßige und außerplanmäßige Ausgaben
- Artikel 113 – Ausgabenerhöhungen; Einnahmeminderungen
- Artikel 114 – Rechnungslegung; Bundesrechnungshof
- Artikel 115 – Kreditbeschaffung

## Verteidigungsfall
- Artikel 115a – Feststellung des Verteidigungsfalles
- Artikel 115b – Übergang der Befehls- und Kommandogewalt vom Ressortminister auf den Bundeskanzler
- Artikel 115c – Erweiterte Bundesgesetzgebungskompetenz
- Artikel 115d – Vereinfachtes Bundesgesetzgebungsverfahren
- Artikel 115e – Aufgaben des Gemeinsamen Ausschusses
- Artikel 115f – Erweiterte Befugnisse der Bundesregierung
- Artikel 115g – Stellung des Bundesverfassungsgerichts
- Artikel 115h – Wahlperioden und Amtszeiten
- Artikel 115i – Erweiterte Befugnisse der Landesregierungen
- Artikel 115k – Geltung von Gesetzen und Rechtsverordnungen des Verteidigungsfalls
- Artikel 115l – Aufhebung von Maßnahmen und Beendigung des Verteidigungsfalls

## Übergangs- und Schlussbestimmungen
- Artikel 116 – Begriff des „Deutschen“; nationalsozialistische Ausbürgerung
- Artikel 117 – Übergangsregelung zu Art. 3 Abs. 2 und Art. 11
- Artikel 118 – Neugliederung der badischen und württembergischen Länder
- Artikel 118a – Neugliederung Berlins und Brandenburgs
- Artikel 119 – Flüchtlinge und Vertriebene
- Artikel 120 – Kriegsfolge- und Sozialversicherungslasten; Ertragshoheit
- Artikel 120a – Lastenausgleich
- Artikel 121 – Begriff der Mehrheit
- Artikel 122 – Bisherige Gesetzgebungskompetenzen
- Artikel 123 – Fortgeltung des alten Rechts
- Artikel 124 – Altes Recht auf dem Gebiet der ausschließlichen Gesetzgebung
- Artikel 125 – Altes Recht auf dem Gebiet der konkurrierenden Gesetzgebung
- Artikel 125a – Fortgeltung von Bundesrecht; Ersetzung durch Landesrecht
- Artikel 125b – Fortgeltung von Bundesrecht; abweichende Regelungen durch die Länder
- Artikel 125c – Fortgeltung von Bundesrecht auf dem Gebiet der Gemeindeverkehrsfinanzierung und der sozialen Wohnraumförderung
- Artikel 126 – Streit über das Fortgelten des alten Rechts (siehe Bundesverfassungsgericht)
- Artikel 127 – Recht des Vereinigten Wirtschaftsgebietes
- Artikel 128 – Fortbestehen von Weisungsrechten
- Artikel 129 – Fortgeltung von Ermächtigungen zu Rechtsverordnungen
- Artikel 130 – Überleitung von Verwaltungs- und Rechtspflegeeinrichtungen
- Artikel 131 – Frühere Angehörige des öffentlichen Dienstes (siehe auch 131er)
- Artikel 132 – Ausschluss aus dem öffentlichen Dienst (gegenstandslos durch Zeitablauf)
- Artikel 133 – Rechtsnachfolge, Vereinigtes Wirtschaftsgebiet
- Artikel 134 – Rechtsnachfolge in das Reichsvermögen
- Artikel 135 – Vermögen bei Änderung des Gebietsstandes
- Artikel 135a – Verbindlichkeiten des Reichs und anderer Körperschaften
- Artikel 136 – Erster Zusammentritt des Bundesrates (gegenstandslos durch Zeitablauf)
- Artikel 137 – Wählbarkeit von Angehörigen des Öffentlichen Dienstes (Absätze 2 und 3 gegenstandslos durch Zeitablauf)
- Artikel 138 – Süddeutsches Notariat
- Artikel 139 – Entnazifizierungsvorschriften
- Artikel 140 – Übernahme von Glaubensbestimmungen der Weimarer Reichsverfassung (siehe #Anhang)
- Artikel 141 – Ausnahmeregelung zum Religionsunterricht (sogenannte Bremer Klausel)
- Artikel 142 – Grundrechte in Landesverfassungen
- Artikel 142a – wurde aufgehoben
- Artikel 143 – Sondervorschriften für neue Bundesländer und Ost-Berlin
- Artikel 143a – Übergangsvorschriften für Bundeseisenbahnen
- Artikel 143b – Umwandlung der Deutschen Bundespost
- Artikel 143c – Übergangsvorschriften wegen Wegfalls der Finanzhilfen durch den Bund
- Artikel 143d – Übergangsvorschriften im Rahmen der Konsolidierungshilfen
- Artikel 144 – Ratifizierung des Grundgesetzes (gegenstandslos durch Vollzug)
- Artikel 145 – Inkrafttreten des Grundgesetzes
- Artikel 146 – Geltungsdauer des Grundgesetzes

## Anhang
- Artikel 136 WRV – Religionsunabhängigkeit von Rechten und Pflichten
- Artikel 137 WRV – Religionsgesellschaften
- Artikel 138 WRV – Staatsleistungen; Kirchengut
- Artikel 139 WRV – Sonn- und Feiertagsruhe
- Artikel 141 WRV – Religiöse Handlungen in öffentlichen Anstalten (siehe auch Staatskirchenrecht)